# Francis Kitto
Francis Mansel Kitto (Egyesült Királyság, Wales, 1897. január 1. – Egyesült Királyság, Wales, 1926. június 25.) walesi származású brit katona, ászpilóta. Első világháborús szolgálata során 9 igazolt légi győzelmet ért el, s ezzel az első világháborús brit légierő egyik eredményes vadászpilótájává vált.

## Élete

### Ifjúkora
Kitto 1897. január 1-jén született Walesben, Pontypridd városában. Édesapja  J. B. Kitto volt.

### Katonai szolgálata
Kitto (feltehetően fiatal kora miatt), csak 1916. november 9-én csatlakozott a hadsereghez. Ekkor még gyalogos volt, és a híres Walesi ezredben (Welch Regiment) szolgált. 1917 elején csatlakozott a Brit Királyi Repülő Alakulathoz (Royal Flying Corps),  ahol a 43. brit repülőszázad pilótája lett. Ebben a században szerezte meg első légi győzelmét, 1917. március 17-én, amikor Sopwith Strutter repülőgépével lelőtt egy Albatros D.II-es típusú német repülőgépet. Második légi győzelmét április 8-án aratta egy Albatros D.III-as, míg harmadik győzelmét egy Albatros D.V-ös repülőgép ellen. Alhadnaggyá léptették elő, majd áthelyezték az 54. brit repülőszázadba. Ebben a században a híres Sopwith Camellel repült. 1918 márciusában három légi győzelmet aratott, mindhármat Albatros D.V típusú német vadászgépek ellen. Június 17-én lelőtt egy Pfalz D.III-as repülőgépet. Utolsó győzelmét 1918. június 4-én szerezte meg egy Fokker D.VII földre kényszerítésével.
1918 júniusában kitüntették a Brit Katonai Kereszttel sorozatos hőstetteinek elismeréséül. Egy alkalommal például egy ellenséges felderítőrajt támadott meg, és az egyik gépet több mint 11 kilométeren keresztül üldözte ellenséges területen.
Kitto 1926-ban hunyt el szülővárosában.

### Légi győzelmei
| Sorszám | Dátum               | Egység                | Repülőgépe      | Ellenfele      |
| ------- | ------------------- | --------------------- | --------------- | -------------- |
| 1       | 1917. március 17.   | 43. brit repülőszázad | Sowith Strutter | Albatros D.II  |
| 2       | 1917. április 8.    | 43. brit repülőszázad | Sowith Strutter | Albatros D.III |
| 3       | 1917. augusztus 17. | 43. brit repülőszázad | Sowith Strutter | Albatros D.V   |
| 4       | 1918. március 15.   | 54. brit repülőszázad | Sopwith Camel   | Albatros D.V   |
| 5       | 1918. március 24.   | 54. brit repülőszázad | Sopwith Camel   | Albatros D.V   |
| 6       | 1918. március 24.   | 54. brit repülőszázad | Sopwith Camel   | Albatros D.V   |
| 7       | 1918. április 4.    | 54. brit repülőszázad | Sopwith Camel   | Albatros D.V   |
| 8       | 1918. június 17.    | 54. brit repülőszázad | Sopwith Camel   | Pfalz D.III    |
| 9       | 1918. július 4.     | 54. brit repülőszázad | Sopwith Camel   | Fokker D.VII   |